# Deshun (sockenhuvudort i Kina, Jilin Sheng, lat 45,41, long 122,87)
Deshun (kinesiska: 德顺, 德顺蒙古族乡) är en sockenhuvudort i Kina. Den ligger i provinsen Jilin, i den nordöstra delen av landet, omkring 250 kilometer nordväst om provinshuvudstaden Changchun. Antalet invånare är 18 342. Befolkningen består av 8 981 kvinnor och 9 361 män. Barn under 15 år utgör 15,0 %, vuxna 15-64 år 77 %, och äldre över 65 år 7,0 %.
Runt Deshun är det ganska tätbefolkat, med 80 invånare per kvadratkilometer. Närmaste större samhälle är Guangming, 11,4 km sydväst om Deshun. Trakten runt Deshun består till största delen av jordbruksmark.
Genomsnittlig årsnederbörd är 564 millimeter. Den regnigaste månaden är juli, med i genomsnitt 153 mm nederbörd, och den torraste är januari, med 4 mm nederbörd.